# Jane Bogaert
Jane Bogaert, née le 5 août 1967 à Soleure, est une chanteuse et mannequin suisse.

## Biographie
Elle est la représentante de la Suisse au Concours Eurovision de la chanson 2000, où sa chanson La vita cos’è prend la 20e place.
Elle a collaboré entre autres avec Lionel Richie, Eros Ramazzotti, Al Bano, Udo Lindenberg, Joe Lynn Turner et DJ BoBo[réf. nécessaire].
De 2002 à 2010, elle est chanteuse au sein du groupe Dominoe.

## Discographie
Singles
- Children of Love (1989)
- La vita cos’è (2000)

Soloalbum
- 5th Dimension (2010)